# Operacja Plowshare

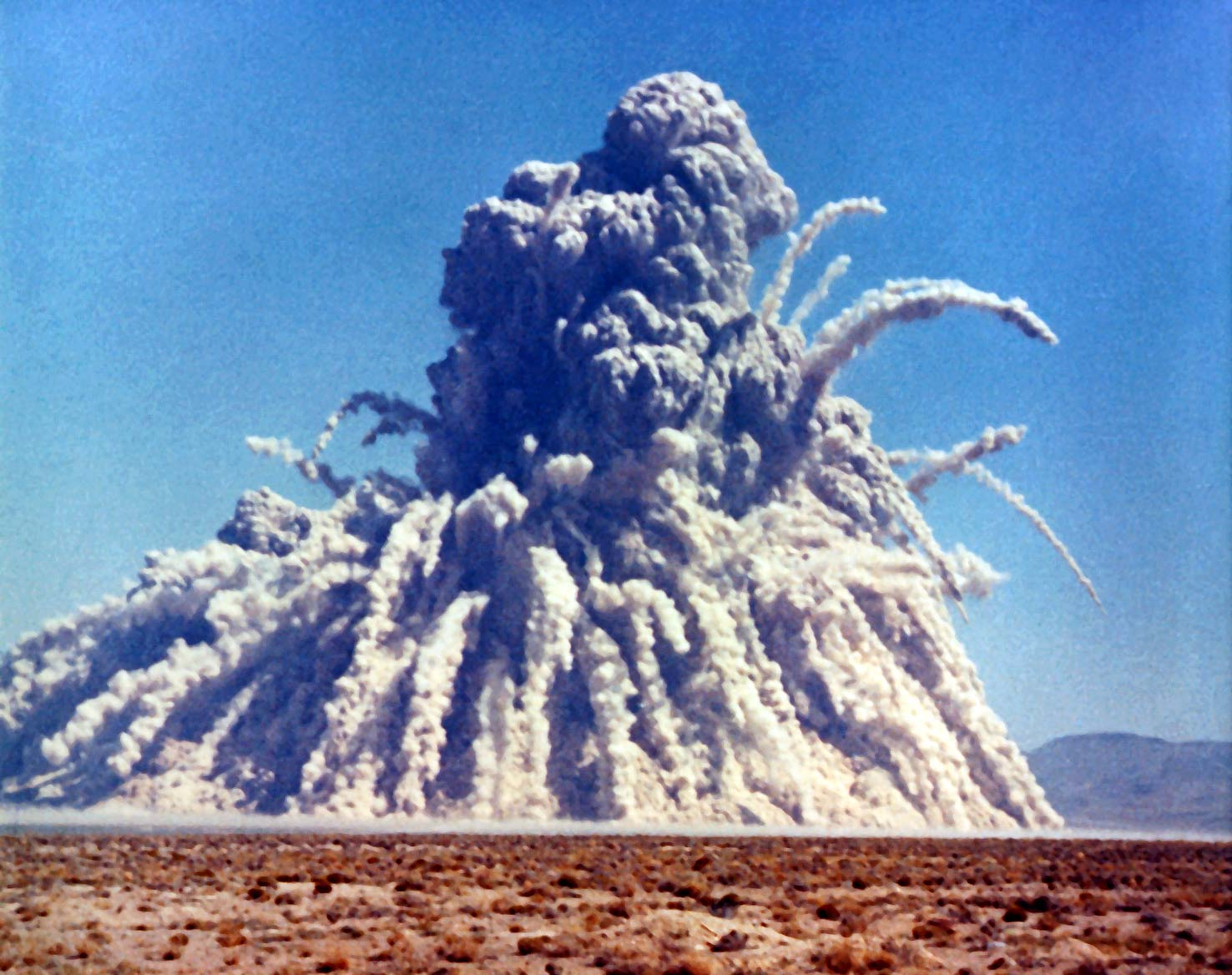
Eksplozja projekt Sedan

Operacja Plowshare (ang. Plowshare – lemiesz) – amerykański program służący zbadaniu możliwości stosowania broni atomowej dla potrzeb gospodarczych (wydobycie surowców, budowa kanałów i dróg, produkcja energii) zainicjowany przez prezydenta Dwighta Eisenhowera w jego wystąpieniu Atom dla pokoju na forum ONZ i uruchomiony w 1958 roku. Pierwszej detonacji w ramach operacji dokonano w 1961 roku w Nowym Meksyku (projekt Gnome), potem miał miejsce projekt Sedan. Pomimo ukrywania części negatywnych skutków eksplozji jądrowych operacja spotkała się z protestami społecznymi, w efekcie czego program wygaszono w 1975 r., a ostatnią (nr 27) eksplozję przeprowadzono w 1973 roku.